# Kulířov
Kulířov je obec v okrese Blansko v Jihomoravském kraji. Žije zde 161 obyvatel.

## Název
Nejstarší písemný doklad (1349) je německý a má podobu Kylein. Německé jméno asi bylo odvozeno od českého Chylín a to od osobního jména Chyla (jehož základem bylo chylý - "křivý"). Význam místního jména pak byl "Chylův majetek". Později byla vesnice opuštěna, obnovena byla pod jménem Kuléřov. Základem nového jména bylo osobní jméno Kuléř (totožné s obecným kuléř/kulíř - "výrobce koulí"). Snad se jednalo o jméno prvního osadníka obnovené vsi.

## Historie
Obec Kulířov byla založena v 2. polovině 13. století pány z Holštejna, avšak první písemná zmínka pochází z roku 1349 (Kylein). Obec se tehdy nazývá Kylein, v roce 1371 Cholerzow a roku 1511 Kuléřov. Vesnice byla od husitských válek pustá, ale v polovině 16. století byla obnovena. Roku 1567 držel vesnici Vilém Jedovnický ze Želetavy. Téhož roku Kulířov koupil Bernard Drnovský z Drnovic a připojil ji k rájeckému panství. Od roku 1661 vlastnili obec Rogendorfové, od roku 1763 Salmové.
Na počátku 17. století zde bylo 22 domů, z nich byly po třicetileté válce 4 pusté. V roce 1793 zde bylo už 51 domů s 233 obyvateli. Roku 1846 šlo o 80 domů a 550 obyvatel. Roku 1883 byla postavena škola. O deset let později byl založen sbor dobrovolných hasičů a obecní knihovna.
Za druhé světové války se stala obec součástí tzv. Vyškovské střelnice a byla násilně vystěhovaná německými okupanty. Po válce se mohli obyvatelé vrátit zpět do poškozené vesnice.

## Obyvatelstvo
Ke sčítání lidu roku 2011 bylo v obci sečteno 185 obyvatel. Svého největšího počtu obyvatel od roku 1910 obec dosáhla při prvorepublikovém sčítání lidu roku 1921, kdy čítala 684 obyvatel.
| Rok            | 1869 | 1880 | 1890 | 1900 | 1910 | 1921 | 1930 | 1950 | 1961 | 1970 | 1980 | 1991 | 2001 | 2011 | 2021 |
| -------------- | ---- | ---- | ---- | ---- | ---- | ---- | ---- | ---- | ---- | ---- | ---- | ---- | ---- | ---- | ---- |
| Počet obyvatel | 546  | 602  | 662  | 676  | 680  | 684  | 602  | 387  | 454  | 390  | 325  | 271  | 234  | 185  | 160  |
| Počet domů     | 80   | 83   | 100  | 113  | 115  | 114  | 116  | 113  | 109  | 96   | 88   | 97   | 98   | 106  | 104  |

## Pamětihodnosti
- Kaple svaté Anny

## Osobnosti
- František Hodaň (1867–1950), rolník a dlouholetý starosta obce
- Jan Sedlák (1895–1945), štábní strážmistr četnictva přidělený k uniformované obecní policii a oběť nacismu. Patřil k 21 lidem popraveným po Přerovském povstání na vojenské střelnici v Olomouci-Lazcích.[12]
- Josef Kala (1917–1992), salesián-koadjutor,[13] misionář v Číně, internován komunisty.[14]